# Аракчи, Аббас
Сейед Аббас Аракчи (перс. ‌عباس عراقچی‎; род. 5 декабря 1962) — иранский дипломат и государственный деятель, министр иностранных дел Ирана по политическим вопросам. В прошлом он занимал должность заместителя министра иностранных дел по делам Азиатско-Тихоокеанского региона и Центральной Азии и заместителя министра иностранных дел по правовым и международным вопросам. Аракчи является главным переговорщиком со стороны Ирана на переговорах по иранской ядерной программе.

## Биография
Аббас Аракчи начал дипломатическую службу в 1989 году. В 1992 году он стал поверенным в делах Постоянного представительства Ирана при Организации Исламская конференция в Джидде, Саудовская Аравия.
Он занимал должность посла в Финляндии (1999—2003) и Японии (2007—2011), директора Первого департамента Западной Европы (2003—2004), директора Школы международных отношений МИД Ирана (2004—2005). Ранее, он также был генеральным директором Института политических и международных исследований МИД Ирана.
Аракчи был назначен недавно вступившим в должность президента Масудом Пезешкианом на пост министра иностранных дел 11 августа 2024 года и в конечном итоге стал министром иностранных дел после вотума доверия, вынесенным Исламским консультативным советом 21 августа.

## Образование и интересы
В 1996 году Аббас Аракчи защитил докторскую диссертацию в Университете Кента. Владеет английским и арабским языками. Аббас Аракчи имеет учётную запись в Instagram.